# Meyer de Haan
Meyer de Haan, vlastním jménem Meijer Isaac de Haan (14. dubna 1852, Amsterdam –
24. října 1895, tamtéž) byl nizozemský malíř, představitel Pont-Avenské školy a uměleckého směru cloisonismu.

## Život
Narodil se v bohaté židovské rodině majitele továrny na sušenky. Studoval náboženství, hudbu a umění. Jisté malířské úspěchy zaznamenal ve své vlasti při práci na obrazech se židovskou tematikou. V Amsterdamu maloval portréty a měl několik žáků (Joseph Jacob Isaacson, Louis Hartz and Baruch Lopes Leão de Laguna).
V zimě roku 1888 odjel v doprovodu svého žáka Isaacsona do Paříže, pokračovat ve studiu.
Tam se setkal s Pissarrem, Theo van Goghem a Paulem Gauguinem, který se vrátil z návštěvy u Vincenta van Gogha v Arles. V roce 1889 de Haan doprovodil Gauguina a jeho přátele, malíře Paula Sérusiera a Charlese Filigera do Bretaně, nejprve do Pont-Avenu a pak do přímořského letoviska Pouldu. Tam bydleli v hostelu Buvette de la plage, kde de Haan spolu s Gauguinem vyzdobili papírové tapety v jídelně impresionistickými malbami. De Haan zde navázal vztah s dcerou majitele Marií Henry, se kterou měl dceru Idu.
Theo van Gogh představil de Haana svému bratrovi Vincentovi a oba malíři si pak dopisovali. Vincent van Gogh, stejně jako Paul Gauguin oceňovali de Haanovo malířské dílo.
Gauguin přítele de Haana vícekrát portrétoval, vždy jako muže se šikmýma očima s liščím výrazem. V roce 1890 vznikl obraz Nirvana, Portrait de Meyer de Haan a ve stejné době i dřevěná plastika, která je vystavena v Musée des beaux-arts du Canada.  Dalším portrétem byl Meyer de Haan (Sous la lampe) (Meyer de Haan (Pod lampou) a stejnou de Haanovu podobu uprostřed tahitské přírody použil Gauguin na svém obraze  Contes barbares (Barbarské pohádky) z roku 1902.
Když se Gauguin rozhodl opustit Pouldu a odjet do Tichomoří, chtěl de Haan odjet s ním, ale jeho rodina v Amsterdamu odmítla toto dobrodružství financovat. De Haan opustil Francii a vrátil se do Amsterdamu a Marii Henry a svoji dceru už nikdy neviděl. Později ale Marii Henry věnoval všechny své obrazy, které namaloval ve Francii. K jeho nejznámějším dílům patří obraz z roku 1889 Les Teilleuses de Lin (Labor) (Bretaňské ženy vochlující len (Práce). Meyer de Haan zemřel v Amsterdamu 24. 10. 1895 ve věku 43 let.
V domě, kde Marie Henry pronajímala malířům pokoje je dnes Maison-Musée du Pouldu. Kavárna s barem Buvette de la plage byla obnovena do svého bývalého vzhledu, původní nástěnné malby byly nahrazeny moderními reprodukcemi. Nyní je v provozu pod názvem  Café de la plage.

## Výstavy
- 2009 De verborgen meester Meijer de Haan, Joods historisch museum, Amsterdam
- 2010 Meijer de Haan, le maître caché, Musée d'Orsay, Paříž[3].

## Galerie

Dílo Meyera de Haana
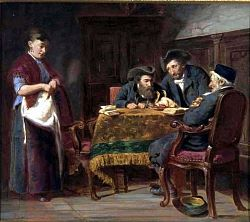
Een moeilijke vraag (Porada před cestou) (1880)
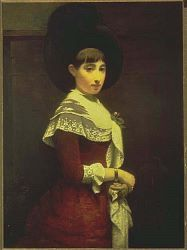
Portret van een jonge joodse vrouw (Portrét mladé židovské ženy) (1886)
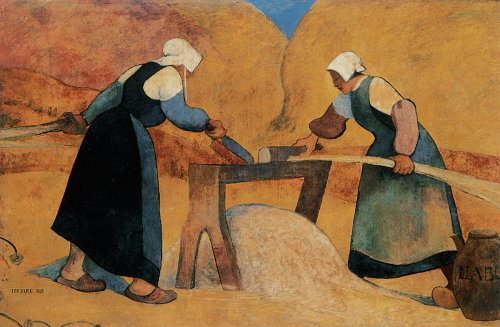
Les Teilleuses de Lin (Labor) (Bretaňské ženy vochlující len) (1889)
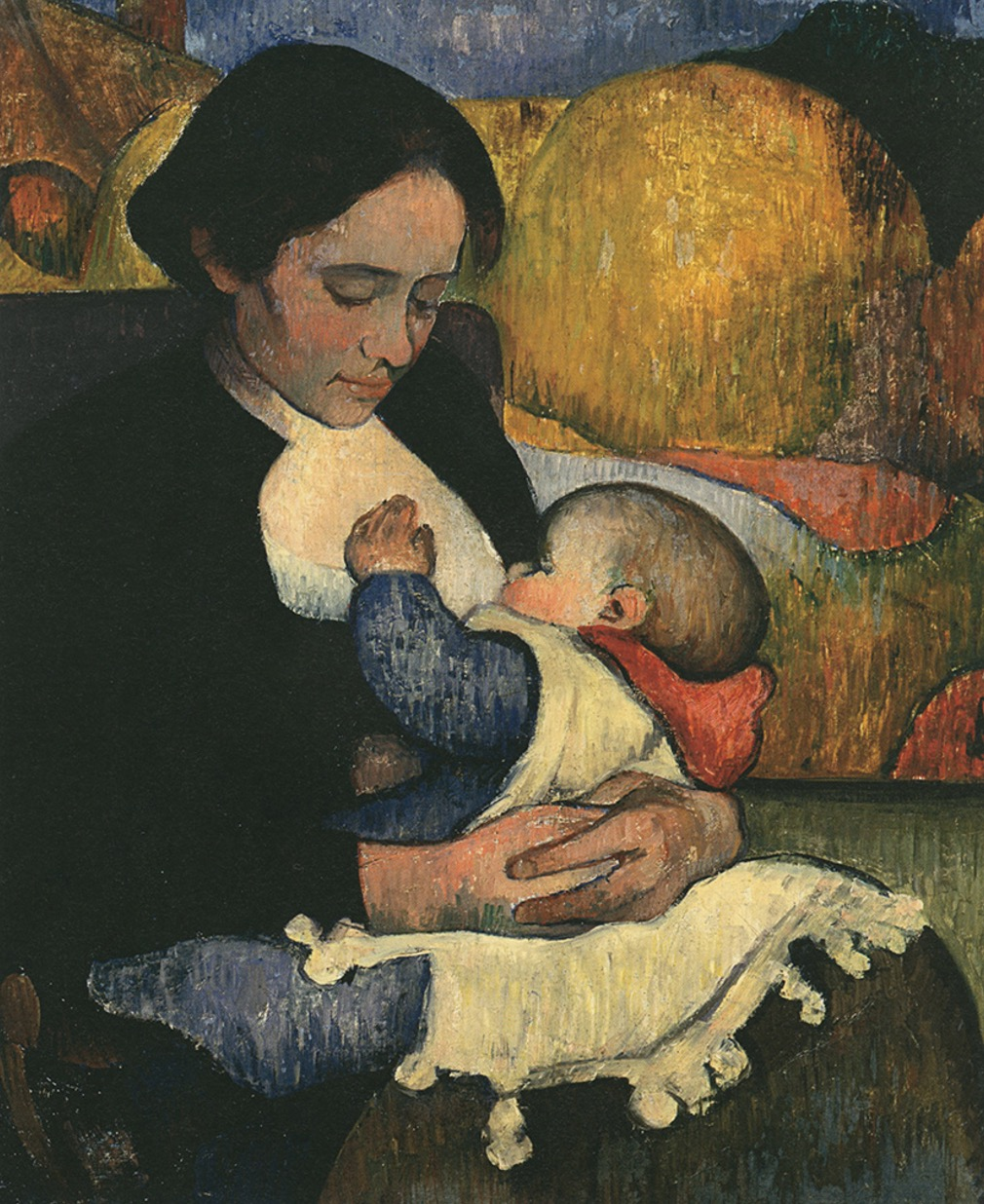
Maternité : Marie Henry allaitant sa petite fille (Mateřství: Marie Henry kojící svoji malou dceru) (1889)
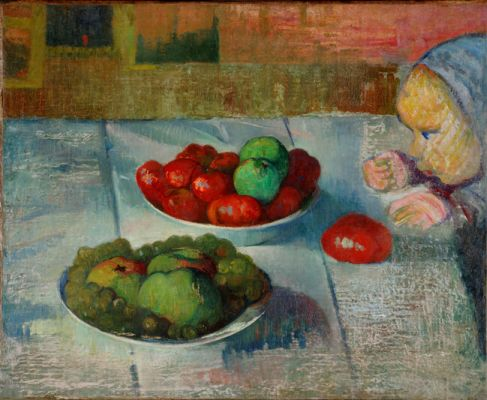
Nature morte avec profil de Mimi (Zátiší s profilem Mimi) (1890)

Meyer de Haan na obrazech Paula Gauguina
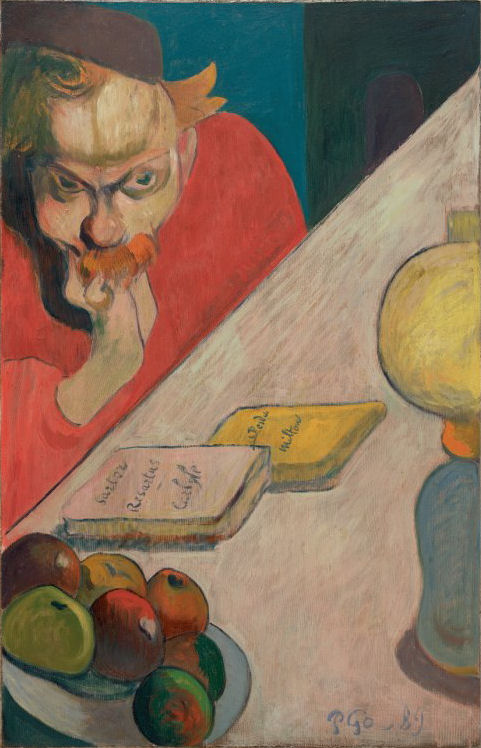
Meyer de Haan (Sous la lampe) (1889)
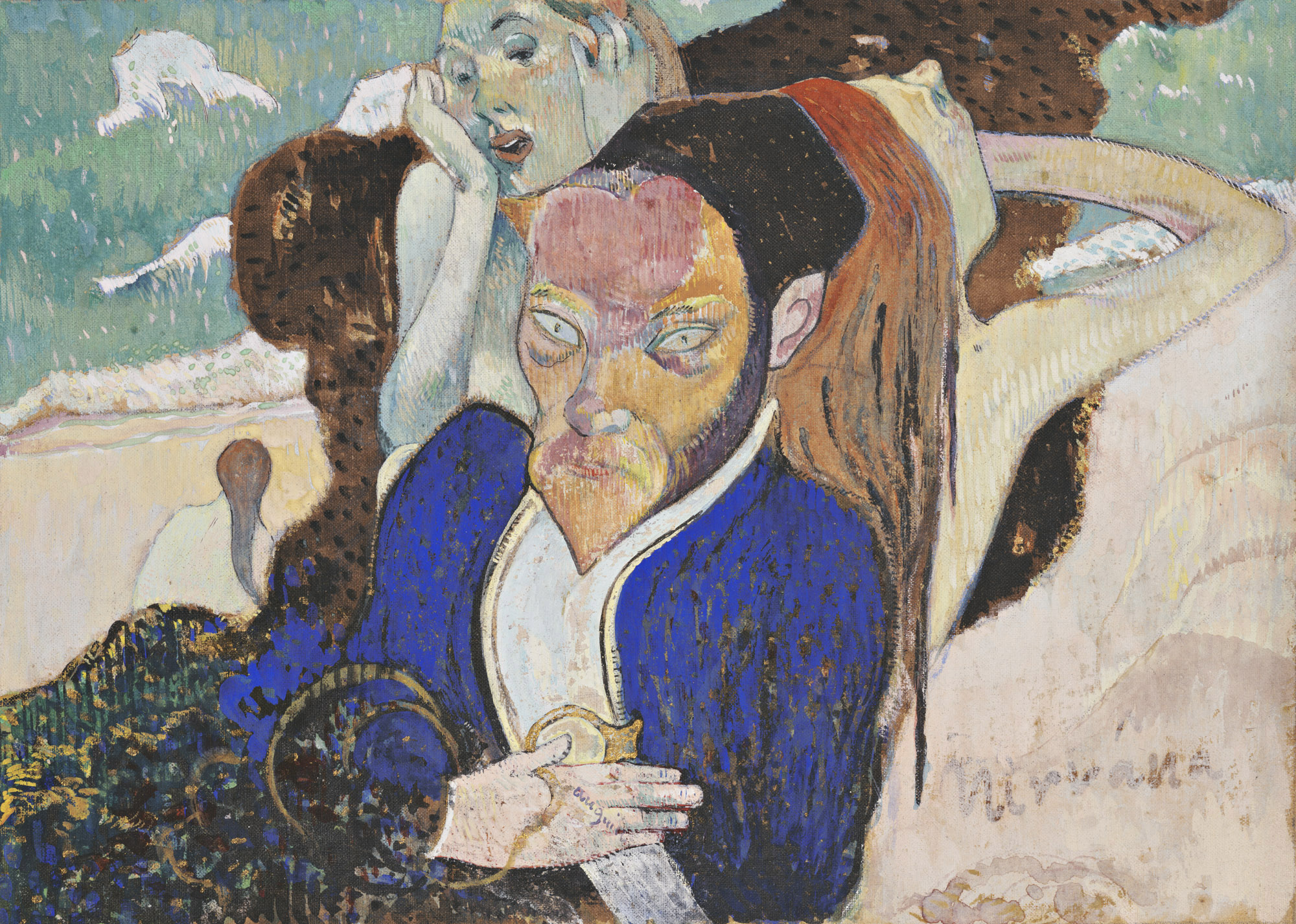
Nirvana, Portrait de Meyer de Haan (1890)
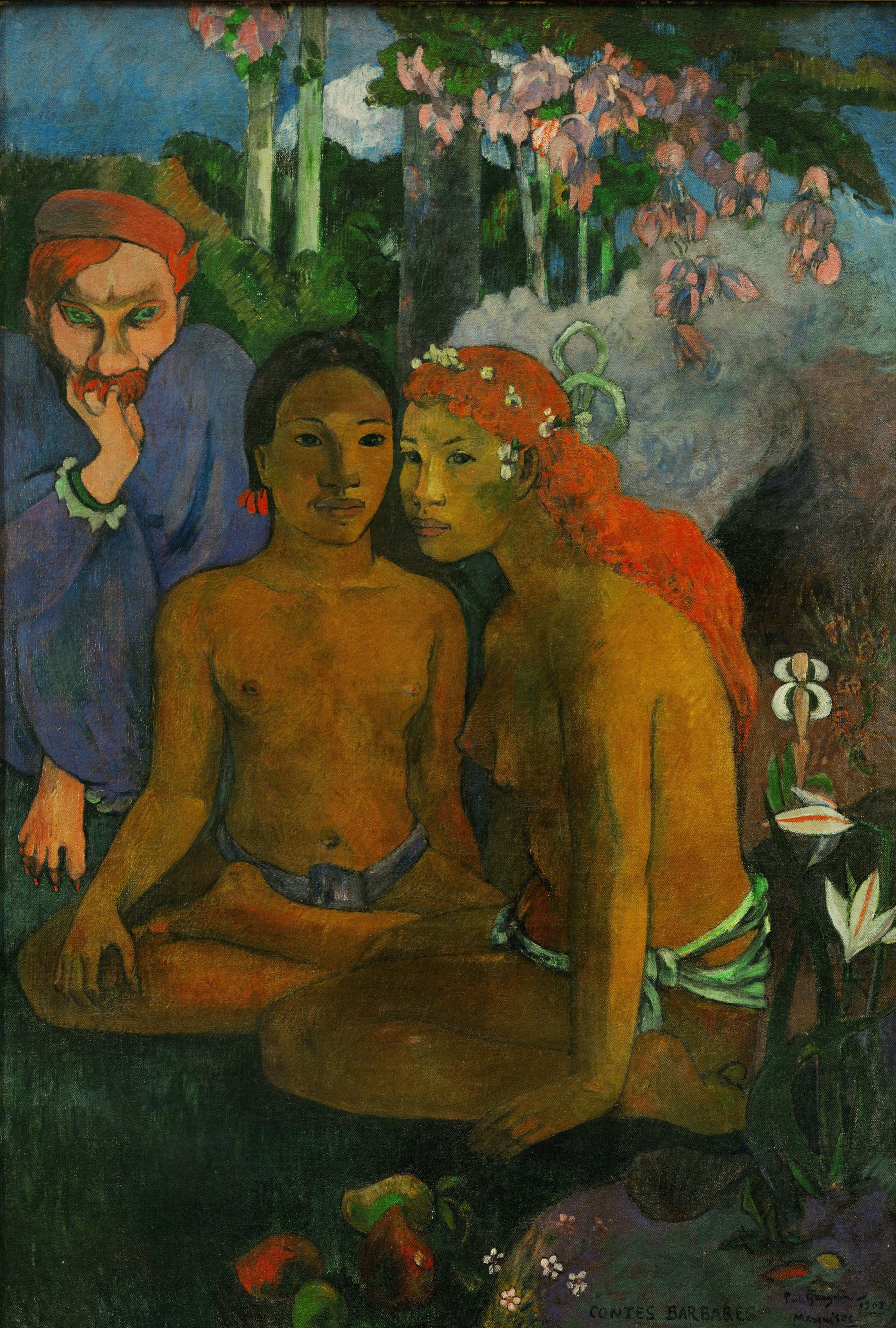
Contes barbares (Barbarské pohádky) (1902)